# Yorck (Schiff, 1906)
Der Reichspostdampfer Yorck war das siebente Schiff der Feldherren-Klasse des Norddeutschen Lloyd für den Dienst nach Ostasien und Australien. Er war benannt nach Graf Yorck von Wartenburg (1759–1830), dem preußischen Generalfeldmarschall und Begründer des Adelsgeschlechts Yorck von Wartenburg.
Das Schiff unterstützte im Ersten Weltkrieg das Kreuzergeschwader und wurde im Oktober 1914 in Valparaíso interniert. 1921 gehörte sie zu den sechs Schiffen, die in das Columbus-Abkommen einbezogen wurden und beim NDL verbleiben konnten.
Sie gehörte zu den ersten Nachkriegs-Passagierschiffen des NDL und wurde vor allem auf dem Nordatlantik eingesetzt. 1933 wurde der ehemalige Reichspostdampfer verschrottet.

## Geschichte
1903 und 1904 erhielt der Norddeutsche Lloyd die ersten fünf Schiffe der Feldherren-Klasse für seine Reichspostdampferlinien. Die Yorck war das zweite Schiff der von 1906 bis 1908 gelieferten sechs Nachbauten und das dritte Schiff, das die Danziger Bauwerft lieferte. Sie wurde bei Schichau für 4,04 Millionen Goldmark am 4. November 1906 fertiggestellt, die auch noch zwei weitere Schiffe der Feldherren-Klasse lieferte.
Die Yorck begann am 23. November 1906 ihre Jungfernreise nach New York, der im Januar 1907 eine zweite und im März 1909 noch eine dritte Reise folgten. Am 20. Februar 1907 erfolgte ihr erster Einsatz als Reichspostdampfer nach Australien. Sie unternahm insgesamt vier Fahrten dorthin, die letzte begann am 25. November 1908.
Am 23. Oktober 1907 begann die erste von 17 Reisen von Europa nach Ostasien.
1910 reisten Herzog Johann Albrecht zu Mecklenburg und seine Frau mit dem Schiff nach Schanghai.

### Kriegseinsatz
Beim Beginn des Ersten Weltkriegs im August 1914 befand sich die Yorck in Japan. Sie lief am 4. August 1914 unter Kapitän Löser aus Yokohama aus und ging als Trossschiff mit 3000 t Kohle, Proviant und anderen Verbrauchsgütern zum Ostasiengeschwader unter Vizeadmiral Graf Spee nach Pagan (Marianen). Mit dem Geschwader überquerte die Yorck den Stillen Ozean. Nach dem Seegefecht bei Coronel am 1. November 1914 gab die Yorck alle verbliebenen Vorräte in der St.-Quentin-Bucht an das Geschwader ab und wurde entlassen. Sie lief Valparaíso an und wurde dort am 28. Oktober 1914 interniert. Die Besatzung zerstörte die Maschine, um eine fremde Nutzung auszuschließen.
Nach Kriegsende kehrte die Yorck 1920 (wie ihr Schwesterschiff Seydlitz) wegen der zerstörten Maschine im Schlepp nach Deutschland zurück.

### Nachkriegsverwendung
Das Schiff brauchte aufgrund des Columbus-Abkommens vom August 1921 (wie die Seydlitz und Gotha und die drei Frachter Göttingen, Holstein und Westfalen) nicht an die Siegermächte ausgeliefert zu werden, denn dem Norddeutschen Lloyd waren die sechs Schiffe beim Nachkriegswiederaufbau (größtes verbliebenes Schiff war der Tender Gruessgott, 725 BRT) wichtiger als ein 32.000 BRT großer Atlantikdampfer. Die 1913 bei Schichau in Danzig in Auftrag gegebene Columbus (I) kam als Homeric an die White Star Line.
Nach Reparatur und Umbau mit 8976 BRT vermessen, verfügte die Yorck über Einrichtungen für 795 Passagiere nur in der II. und III. Klasse. Am 11. März 1922 trat sie ihre erste Nachkriegsreise nach New York an. Im Oktober 1926 wurde sie auch wieder nach Ostasien eingesetzt. Im April 1927 wurde das Schiff umgebaut und erhielt eine Passagiereinrichtung mit einer Kabinen-, Touristen- und III. Klasse. Sie fuhr jetzt auch nach Baltimore und machte 1927 eine Ostsee- und eine Nordland-Kreuzfahrt. 1928 folgte noch eine weitere Nordland-Kreuzfahrt. Im Liniendienst wurde die York auch nach Havanna und Galveston eingesetzt. 1929 wurde die Yorck aufgelegt und 1933 auf der Werft vom NDL abgebrochen.